# Linia kolejowa Rozdzielna – Odessa
Linia kolejowa Rozdzielna – Odessa – linia kolejowa na Ukrainie łącząca stację Rozdzielna I ze stacją Odessa Zastawa I. Zarządzana jest przez dyrekcję odeską Kolei Odeskiej (oddział ukraińskich kolei państwowych). Fragment trasy Odessa – Lwów.
Znajduje się w obwodzie odeskim. Linia na całej długości jest dwutorowa i zelektryfikowana.

## Historia
Linia powstała w 1865 jako fragment kolei odesko-wołoczyskiej.
Początkowo linia leżała w Imperium Rosyjskim, następnie w Związku Sowieckim. Od 1991 znajduje się na Ukrainie.